# Icaronycteris
Icaronycteris är ett släkte fladdermöss som levde under eocen. Fossil från Icaronycteris har påträffats i Nordamerika.
Icaronycteris hade ett vingspann på omkring 38 centimeter och vägde omkring 30–35 gram. Den liknade i mångt och mycket moderna fladdermöss, men hade en del drag som skiljer sig från dessa. Den hade klor på var och en av visan fingrar, moderna fladdermöss har endast en klo på tummen. Icaronycteri hade en fler tänder än moderna fladdermöss. Vingarna var även kortare och bredare, och hade en längre frihängande svans som inte var del av vingmembranet. Dess kropp var även längre och mer flexibel än den hos moderna fladdermöss.
Tre arter är beskrivna:
- Icaronycteris index
- Icaronycteris menui
- Icaronycteris sigei